# Tetsumasa Kimura
Tetsumasa Kimura (木村 哲昌 Kimura Tetsumasa?), född 24 januari 1972 i Kanagawa prefektur, är en japansk före detta fotbollsspelare.
Kimura började sin karriär 1994 i Kyoto Purple Sanga. Efter Kyoto Purple Sanga spelade han för Blaze Kumamoto, Denso, Ventforet Kofu, JEF United Ichihara och Gunma FC Horikoshi. 